# Sceautres
Sceautres é uma comuna francesa na região administrativa de Auvérnia-Ródano-Alpes, no departamento de Ardèche. Estende-se por uma área de 14,64 km². Em 2010 a comuna tinha 152 habitantes (densidade: 10,4 hab./km²).